# Глен-Рок (Нью-Джерсі)
Глен-Рок (англ. Glen Rock) — місто (англ. borough) в США, в окрузі Берген штату Нью-Джерсі. Населення — 12 133 особи (2020).

## Географія
Глен-Рок розташований за координатами 40°57′34″ пн. ш. 74°7′31″ зх. д. / 40.95944° пн. ш. 74.12528° зх. д. (40.959471, -74.125202).  За даними Бюро перепису населення США в 2010 році місто мало площу 7,09 км², з яких 7,03 км² — суходіл та 0,06 км² — водойми.

## Демографія
Згідно з переписом 2010 року, у селищі мешкала 11 601 особа в 3917 домогосподарствах у складі 3290 родин. Було 4016 помешкань
Расовий склад населення:
| - 87,2 % — білих - 9,1 % — азіатів - 1,4 % — чорних або афроамериканців - 0,1 % — корінних американців |

До двох чи більше рас належало 1,7 %. Частка іспаномовних становила 4,5 % від усіх жителів.
За віковим діапазоном населення розподілялося таким чином: 30,0 % — особи молодші 18 років, 57,1 % — особи у віці 18—64 років, 12,9 % — особи у віці 65 років та старші. Медіана віку мешканця становила 42,2 року. На 100 осіб жіночої статі у селищі припадало 94,5 чоловіків;  на 100 жінок у віці від 18 років та старших — 90,1 чоловіків також старших 18 років.
Середній дохід на одне домашнє господарство  становив 197 914 долари США (медіана — 155 221), а середній дохід на одну сім'ю — 215 632 долари (медіана — 172 330). Медіана доходів становила 117 847 доларів для чоловіків та 89 868 доларів для жінок. За межею бідності перебувало 2,0 % осіб, у тому числі 1,4 % дітей у віці до 18 років та 3,1 % осіб у віці 65 років та старших.
Цивільне працевлаштоване населення становило 5871 осіб. Основні галузі зайнятості: освіта, охорона здоров'я та соціальна допомога — 25,2 %, науковці, спеціалісти, менеджери — 18,9 %, фінанси, страхування та нерухомість — 16,5 %.